# Bienener Altrhein, Millinger Meer und Hurler Meer
Das Naturschutzgebiet Bienener Altrhein, Millinger Meer und Hurler Meer liegt auf dem Gebiet der Städte Emmerich am Rhein und Rees im Kreis Kleve in Nordrhein-Westfalen.
Das Gebiet erstreckt sich westlich und östlich von Bienen. Die A 3 und die Staatsgrenze zu den Niederlanden verlaufen nördlich, der Rhein fließt westlich und südlich.
Das Naturschutzgebiet besteht in seiner heutigen Form seit 1996 und hat eine Größe von knapp 640 Hektar. Es ist Teil des Vogelschutzgebietes Unterer Niederrhein. Die erste Ausweisung eines Teilgebiets (Bienener Altrhein) für den Naturschutz erfolgte bereits 1968. Es ist eines der letzten Altrheinsysteme des Niederrheins, dessen Gewässer über die Dornicker Schleuse mit dem Rhein in Verbindung stehen, sodass Hoch- und Niedrigwasser zu einer auentypischen Dynamik führen. Die nährstoffreichen Stillgewässer werden von ausgedehnten Schwimmblatt- und Röhrichtzonen geprägt, in den Uferbereichen tritt kleinflächig Weichholzauenwald auf.
Im Naturschutzgebiet brütet die einzige Trauerseeschwalbenkolonie Nordwestdeutschlands auf künstlichen Nisthilfen. Die Trauerseeschwalbe war Anfang der 1990er auch am Bienener Altrhein verschwunden. Mit Hilfe eines Artenschutzprojektes ist es gelungen, diese vom Aussterben bedrohte Art wieder anzusiedeln. Aktuell brüten jedes Jahr regelmäßig um die 50 Brutpaare am Bienener Altrhein sowie am Millinger Meer. Aber auch für andere Vogelarten sind die naturnahen Altgewässer ein wichtiger Brut-, Rast-, Mauser- und Überwinterungsplatz und auch seltene Fischarten nutzen die Altarme für den Nachwuchs.

## Bedeutung
Für Emmerich am Rhein und Rees ist seit 1968 ein 650 ha großes Gebiet unter der Kenn-Nummer KLE-014 als Naturschutzgebiet ausgewiesen. Das Gebiet wurde unter Schutz gestellt zur Erhaltung, Entwicklung und Wiederherstellung von Lebensgemeinschaften und Lebensstätten wildlebender Pflanzen und wildlebender Tiere bestimmter Arten sowie der kulturhistorisch bedeutsamen Grünlandflächen, Hecken und Kopfweiden.

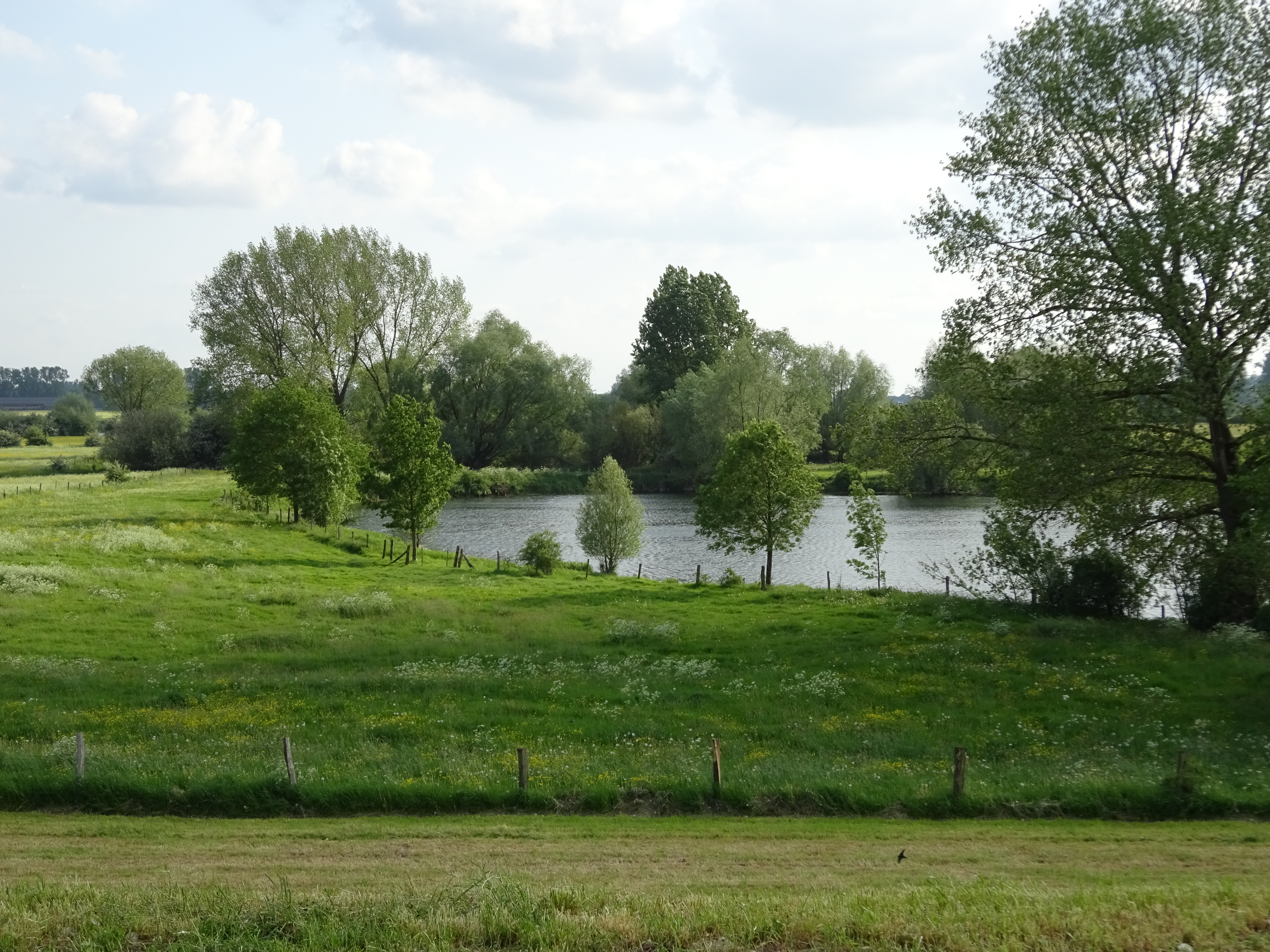
Bienener Altrhein bei Praest
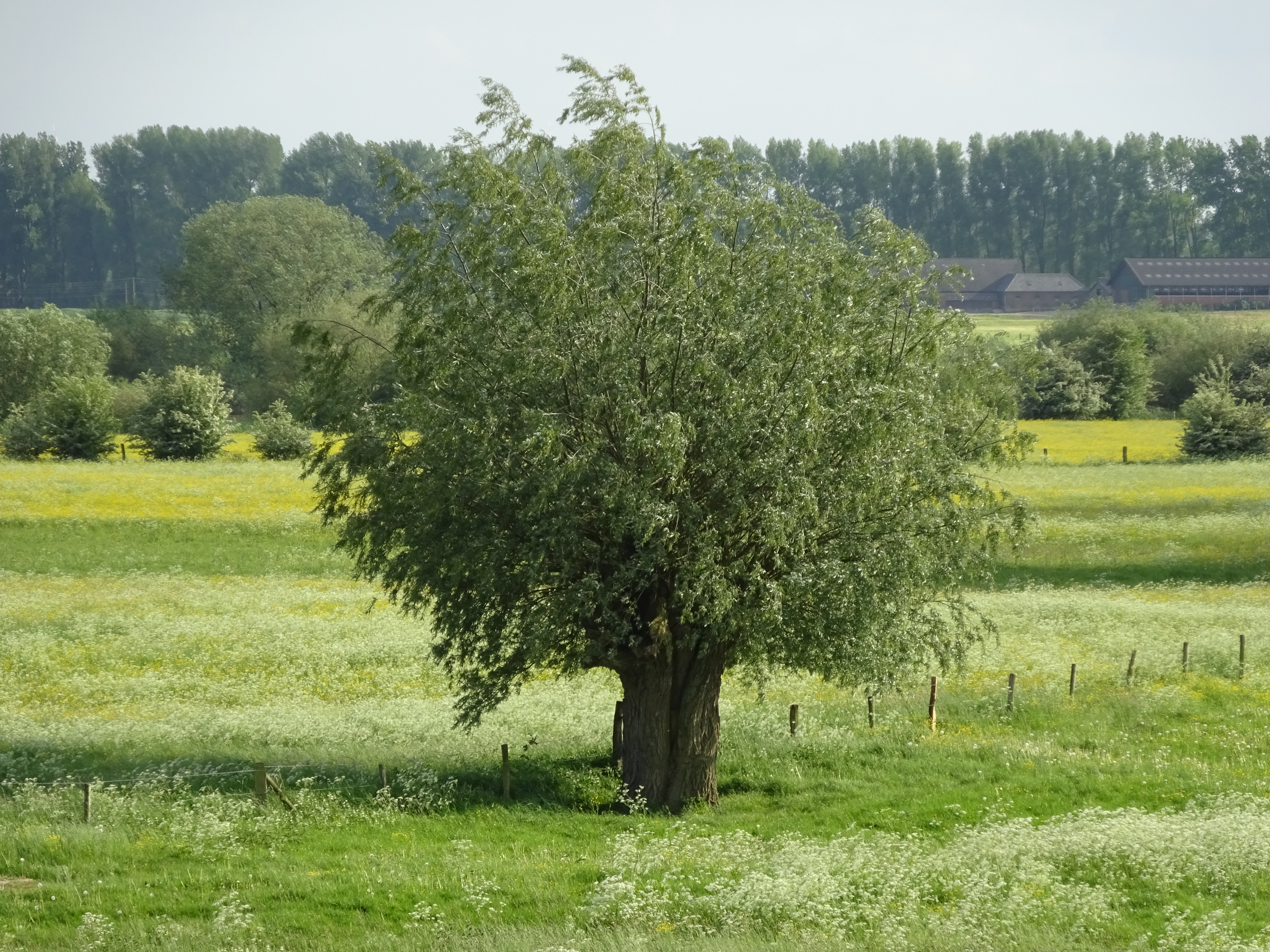
Kopfweide in der Auenlandschaft
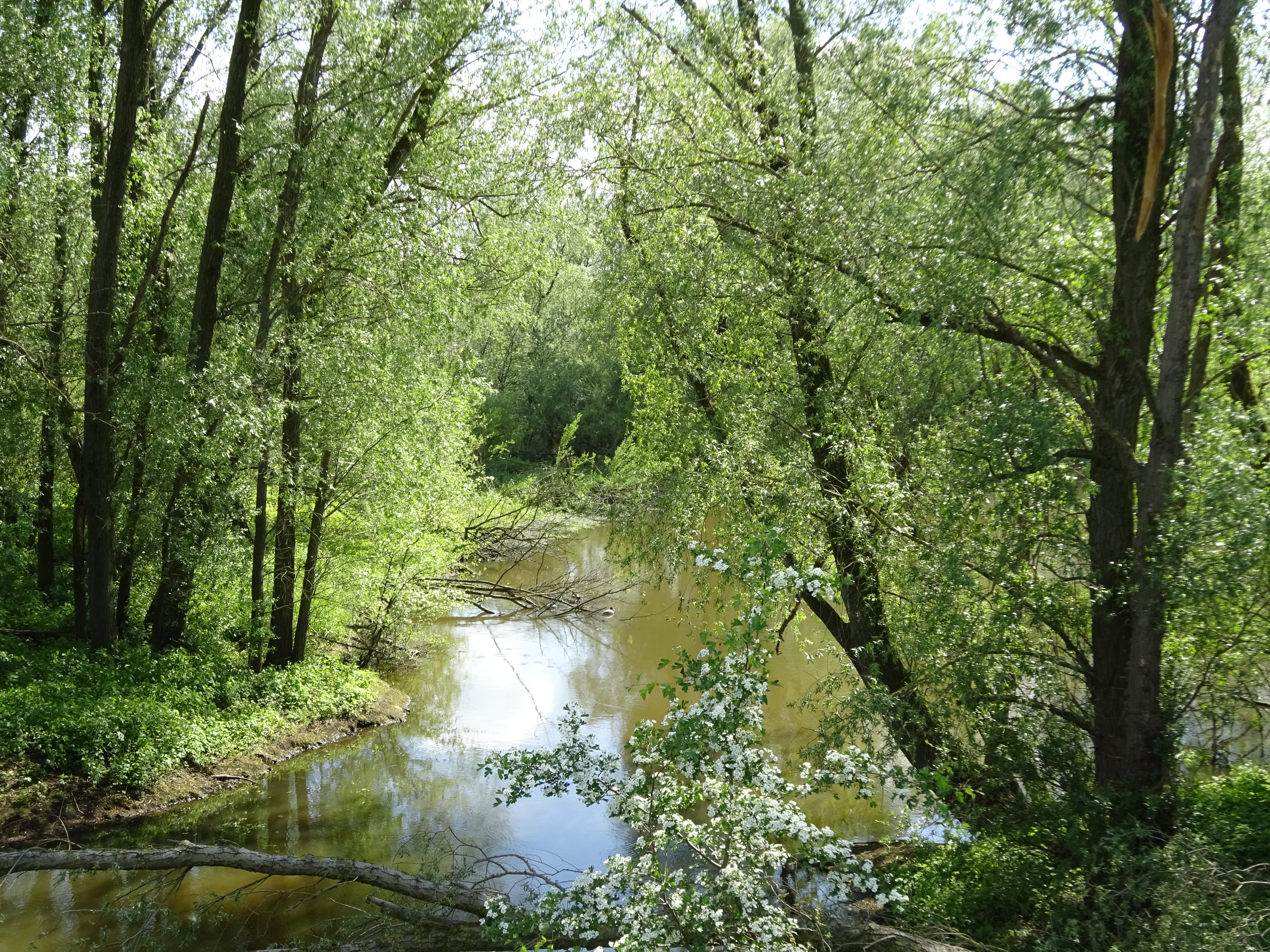
Bienener Altrhein bei Grieterbusch

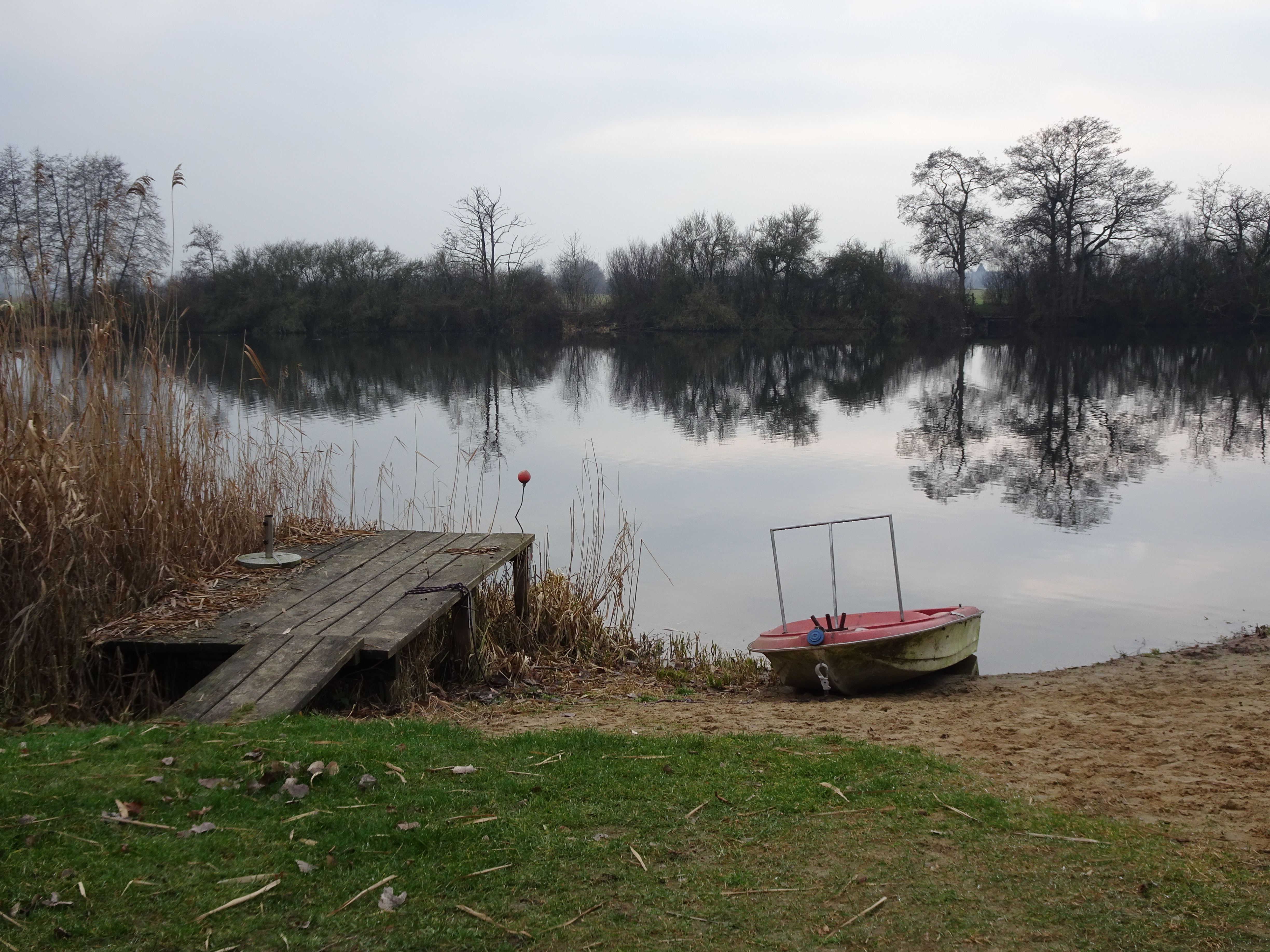
Millinger Meer
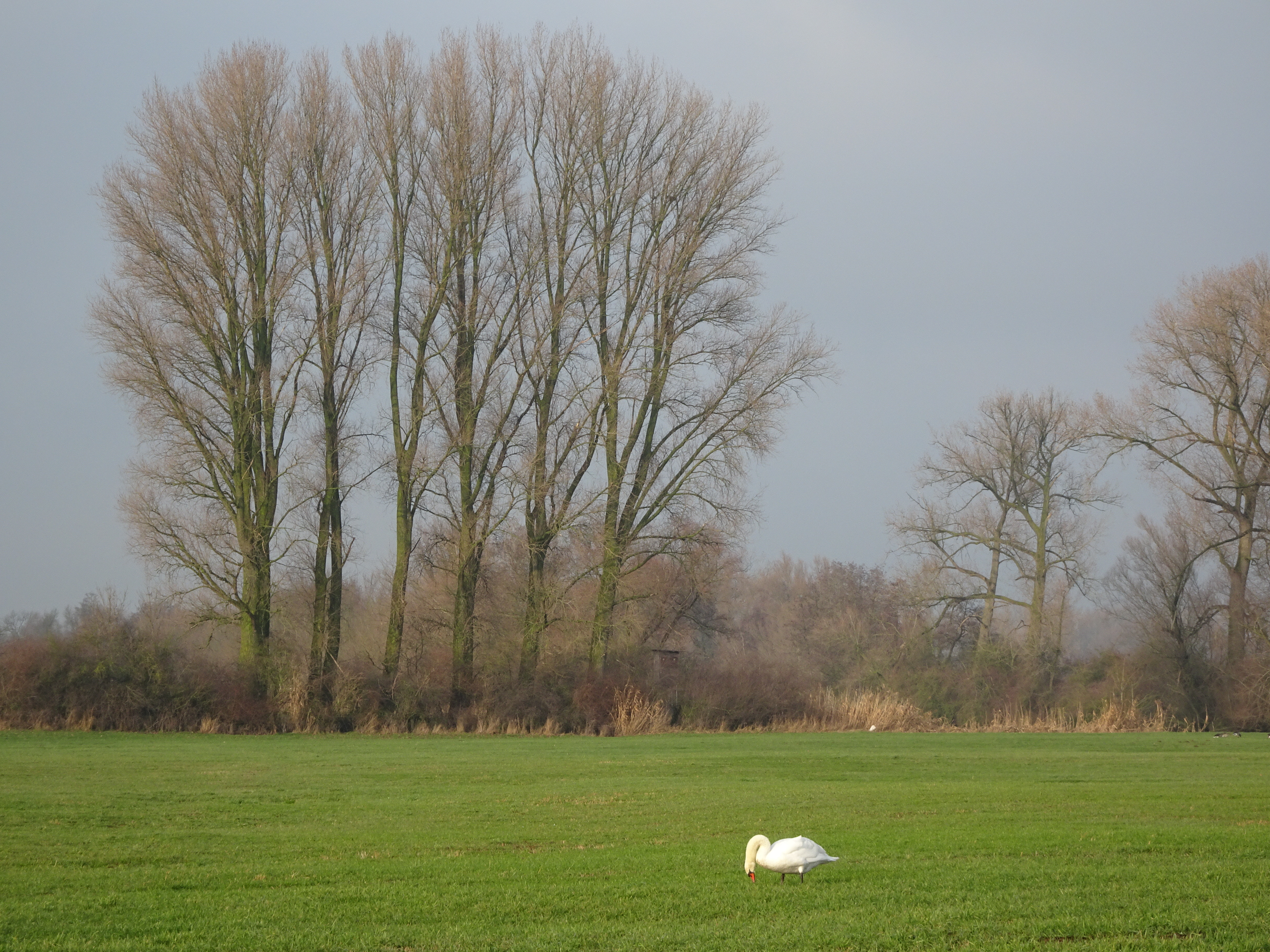
Millinger Meer